# Horisme kansuensis
Horisme kansuensis là một loài bướm đêm trong họ Geometridae.